# Championnat de Belgique de football 1962-1963
Navigation
Saison précédente Saison suivante
Le championnat de Belgique de football 1962-1963 est la 60e saison du championnat de première division belge. Son nom officiel est « Division 1 ».
Le chassé-croisé continue entre Anderlecht et le Standard, dont la rivalité ne cesse de croître. Le club liégeois décroche cette année son troisième titre devant l'Antwerp et Anderlecht qui a connu un terrible passage à vide, après une trêve de trois mois provoquée par un hiver exceptionnellement froid et surtout très long.
En bas de classement, l'Olympic Charleroi effectue un premier tour moyen mais s'écroule après la longue interruption évoquée ci-avant. Les « Dogues » sont accompagnés à l'échelon inférieur par l'Union Saint-Gilloise. En difficulté après un très mauvais premier tour, les « Jaunes et Bleus » descendent malgré une belle remontée en fin de championnat.

## Hiver rigoureux
À l'instar de toutes les autres divisions, cette division est perturbée par l'hiver très rigoureux qui empêche la tenue des compétitions durant l'entièreté des mois de janvier et février 1963.

## Clubs participants
Seize clubs prennent part à ce championnat, soit le même nombre que lors de l'édition précédente. Ceux dont le matricule est mis en gras existent toujours aujourd'hui.
| #  | Nom                                        | Mat. | Ville                 | Stades                       | Entraîneur        | En D1 depuis (série) | Total en D1 | Saison précédente |
| -- | ------------------------------------------ | ---- | --------------------- | ---------------------------- | ----------------- | -------------------- | ----------- | ----------------- |
| 1  | Royal Sporting Club Anderlechtois          | 35   | Anderlecht            | Stade Émile Versé            | Pierre Sinibaldi  | 1935-1936 (26e)      | 32e         | 1er               |
| 2  | Royal Antwerp Football Club                | 1    | Anvers                | Bosuilstadion                | Karl Humenberger  | 1901-1902 (54e)      | 59e         | 3e                |
| 3  | Royal Beerschot Athletic Club              | 13   | Anvers                | Kiel                         | András Béres      | 1907-1908 (48e)      | 54e         | 9e                |
| 4  | Royal Berchem Sport                        | 28   | Berchem               | Het Rooi                     | Pieter Van De Ven | 1962-1963 (1re)      | 30e         | Division 2 : 1er  |
| 5  | Koninklijke Beringen Football Club         | 522  | Beringen              | Mijnstadion                  | Arthur Ceuleers   | 1962-1963 (1re)      | 7e          | Division 2 : 2e   |
| 6  | Royal Cercle Sportif Brugeois              | 12   | Bruges                | Stade Edgard De Smedt        | Jules Bigot       | 1961-1962 (2e)       | 39e         | 14e               |
| 7  | Royal Football Club Brugeois               | 3    | Bruges                | De Klokke                    | Norberto Höfling  | 1959-1960 (4e)       | 41e         | 5e                |
| 8  | Royal Daring Club de Bruxelles             | 2    | Molenbeek             | Stade Oscar Bossaert         | Léonard Denayer   | 1959-1960 (4e)       | 42e         | 6e                |
| 9  | Royal Olympic Club Charleroi               | 246  | Montignies-sur-Sambre | Stade de la Neuville         | Emerich Grunbaum  | 1956-1957 (7e)       | 22e         | 13e               |
| 10 | Koninklijke Football Club Diest            | 41   | Diest                 | Stade De Warande             | Marcel Vercammen  | 1961-1962 (2e)       | 2e          | 12e               |
| 11 | Association Royale Athlétique La Gantoise  | 7    | Gentbrugge            | Stade Jules Otten            | Louis Verstraeten | 1936-1937 (24e)      | 35e         | 7e                |
| 12 | Royal Football Club Liégeois               | 4    | Rocourt               | Stade Vélodrome Oscar Flesch | Branislav Sekulić | 1945-1946 (18e)      | 34e         | 4e                |
| 13 | Royal Standard Club Liège                  | 16   | Sclessin              | Stade de Sclessin            | Jean Prouff       | 1921-1922 (39e)      | 44e         | 2e                |
| 14 | Koninklijke Lierse Sportkring              | 30   | Lierre                | Stade Herman Vanderpoorten   | Henri Meert       | 1953-1954 (10e)      | 28e         | 11e               |
| 15 | Union Saint-Gilloise Société Royale        | 10   | Forest                | Stade Joseph Marien          | Edmond Delfour    | 1951-1952 (12e)      | 52e         | 10e               |
| 16 | Koninklijke Sint-Truidense Voetbalverening | 373  | Saint-Trond           | Stayenveld                   | Raymond Goethals  | 1957-1958 (6e)       | 6e          | 8e                |

### Localisation des clubs
| Anvers Lierse SK FC Brugeois CS Brugeois La Gantoise Bruxelles Olympic CC FC Diest Beringen FC St-Truidense VV Standard CL FC Liégeois |

#### Localisation des clubs anversois
Les 3 cercles anversois sont :
(1) R. Antwerp FC
(2) R. Beerschot AC
 (3) R. Berchem Sport

#### Localisation des clubs bruxellois
Les 3 cercles bruxellois sont :
(5) R. Daring CB
(6) R. SC Anderlechtois
(7) Union Saint-Gilloise SR

## Déroulement de la saison
L'entame de la compétition voit les principaux favoris se positionner. Toutefois, après six journées, c'est le R. CS Brugeois qui occupe seul la tête avec 9 points, pour 8 au champion en titre Anderlecht et au Lierse. Avec 7 unités, vient ensuite un trio composé du Standard, de La Gantoise (battue 3-0 à Sclessin) et des promus de Berchem Sport lesquels ont battu le tenant du titre (1-0). L'Olympic (4), le Daring (3, 1v) et le Beerschot (3, 0v) ont le départ le plus délicat.
Au tiers de la compétition, Anderlecht (14) apparaît en tête pour la première fois devant le « Club Liégeois » (13, 6v), auteur d'un beau replacement et le Lierse (13, 5v), lequel a mené durant trois journées mais s'est incliné (1-3) contre Berchem. Le CS Brugeois (12) et l'Antwerp (11, 5v) et le Standard (11, 4v) complète le « Top 6 ». La fin de tableau est occupée par le Daring (8), le Beerschot (7), l'Union (6, 2v) et l'Olympic (6, 1v).
Ce championnat se révèle très ouvert dans sa première partie comme l'illustre la 11e journée. Cinq des sux premiers classés sont battus. Seul le Standard gagne (5-0, contre l'Union St-Gilloise). Les positions restent donc très serrées. Deux semaines plus tard, lors de la 12e journée, alors que le FC Liégeois « est puni » (5-1) au Bosuil, le Lierse bat Anderlecht (2-1). Les Lierrois partagent le commandement avec le Standard, vainqueur du Daring (1-0). Pour l'anecdote signalons que les « Rouches » possèdent une meilleure différence de but. Une semaine plus tard, les « Pallieters » qui ont battu La Gantoise (2-1) sont seuls premiers car les « Standardmen » sont accrochés (0-0) au Kiel.
Lors de la 14e journée, le Standard gagne le choc au sommet (1-0) contre le Lierse et reprend les devants en compagnie d'Anderlecht qui est allé chercher les deux points nécessaires à Beringen (0-2). « Mauves » et « Rouches » sont à stricte égalité une unité devant un quatuor composé de l'Antwerp, du Lierse, du FC Liégeois et du FC Brugeois.

### Terrible hiver 62/63
Mais durant cette saison, l'hiver se montre particulièrement rude et surtout très long. Le championnat est interrompu pendant trois mois. Alors que la quatorzième journée s'est déroulée le 29 décembre 1962, la reprise des matches, avec la 15e, et dernière journée du premier tour, n'a lieu que le 10 mars 1963 !
Le classement confirme le duo de tête puisque Anderlecht bat La Gantoise (4-2) et que le Standard va s'imposer (0-1) au « Club Brugeois ». Une unité derrière on retrouve un trio, au sein duquel la paire « Antwerp/FC Liégeois » devance le Lierse d'une victoire. Sans faire de bruit, le FC Brugeois est 6e Sans leur dernier revers contre les « Rouches », les « Gazelles » eurent été encore mieux positionnées. L'Olympic de Charleroi (13) s'est légèrement retiré de la « zone rouge » où a glissé Berchem Sport (12, 5v). Les pensionnaires du Rooi précèdent le Beerschot (11) et le duo de frères ennemis bruxellois du Daring (10) et de l'Union (7).
| Classement le 10 mars 1963 |                  |    |    |   |   |    |                 |    |    |   |   |     |                   |    |    |   |   |     |                   |    |    |   |
| P                          | Clubs            | J  | P  | V |   | P  | Clubs           | J  | P  | V |   | P   | Clubs             | J  | P  | V |   | P   | Clubs             | J  | P  | V |
| 1.                         | SC Anderlechtois | 15 | 20 | 8 | X | 5. | Lierse SK       | 15 | 19 | 8 | X | 8.  | Beeringen FC      | 15 | 15 | 6 | X | 13. | Berchem Sport     | 15 | 12 | 5 |
| 1.                         | Standard CL      | 15 | 20 | 8 | X | 6. | FC Brugeois     | 15 | 17 | 7 | X | 10. | La Gantoise       | 15 | 14 | 6 | X | 14. | Beerschot AC      | 15 | 11 | 3 |
| 3.                         | Antwerp FC       | 15 | 19 | 9 | X | 7. | St-Truidense VV | 15 | 15 | 6 | X | 11. | FC Diest          | 15 | 13 | 5 | X | 15. | Daring CB         | 15 | 10 | 4 |
| 3.                         | FC Liégeois      | 15 | 19 | 9 | X | 8. | CS Brugeois     | 15 | 15 | 5 | X | 12. | Olympic Charleroi | 15 | 13 | 4 | X | 16. | Union St-Gilloise | 15 | 7  | 2 |

Après la très longue interruption, on dispute les 16e et 17e journées. Le SC Anderlechtois s'isole en tête en réalisant un 3 sur 4 et que toutes les équipes du « Top 6 » perdent au moins une de leurs deux rencontres programmées.

### Calendrier adapté pour réduire le retard
Ensuite, le calendrier devient plus aléatoire, afin de résorber le retard concédé. Ainsi, on dispute deux rencontres de la journée « n°26 » le 30 mars 1963 puis la journée « n°24 » est jouée les 6 et 7 avril 1963. La journée « n°25 » s'étale sur trois jours du 11 avril 1963 au 14 avril 1963, soit Jeudi-Saint au dimanche des Pâques. Mais le Mercredi-Saint et le Lundi de Pâques, soit les 10 avril 1963 et 15 avril 1963 sont joués les six matches restant de la journée « n°26 ». Viennent ensuite, dans l'ordre, les journées numérotées de 18 à 23, dont la « 20 » proposée le mercredi 1er mai 1963. La journée « 27 » est planifiée le jeudi 23 mars 1963 (avec un match avancé au mercredi), jour de l'Ascension et la « 28 », trois jours plus tard, le dimanche 26 mai 1963. Les deux dernières journées sont programmées lors des deux weekend suivants.
Au soir du Lundi de Pâques, le Standard a repris la tête à la suite de la défaite d'Anderlecht contre St-Trond (1-2). Le « Club Liégeois » complète le podium. En fin de classement, l'Union a inscrit trois points mais cela reste insuffisant. L'Olympic de Charleroi fait un dangereux surplace avec cinq défaites consécutives.
| Positions le 15 avril 1963 |                  |       |       |       |     |     |     |          |                   |          |          |          |
| Top 6                      | Top 6            | Top 6 | Top 6 | Top 6 | ... | ... | ... | Bottom 6 | Bottom 6          | Bottom 6 | Bottom 6 | Bottom 6 |
| P                          | Clubs            | J     | P     | V     |     |     |     | P        | Clubs             | J        | P        | V        |
| 1.                         | Standard CL      | 20    | 28    | 12    | X   | ... | X   | 11.      | Beeringen FC      | 20       | 17       | 5        |
| 2.                         | SC Anderlechtois | 20    | 27    | 11    | X   | ... | X   | 12.      | Daring CB         | 20       | 16       | 7        |
| 3.                         | FC Liégeois      | 20    | 26    | 12    | X   | ... | X   | 13.      | FC Diest          | 20       | 16       | 6        |
| 4.                         | Lierse SK        | 25    | 25    | 11    | X   | ... | X   | 14.      | Beerschot AC      | 20       | 15       | 3        |
| 4.                         | Antwerp FC       | 20    | 22    | 10    | X   | ... | X   | 15.      | Olympic Charleroi | 20       | 13       | 4        |
| 6.                         | FC Brugeois      | 20    | 22    | 9     | X   | ... | X   | 16.      | Union St-Gilloise | 20       | 10       | 3        |

Lors de la journée « 18 » (concrètement la 21e jouée), le Standard fait la bonne affaire en remportant le derby de la Cité ardente (3-1), alors que tous ses autres poursuivants les plus proches perdent des points. Anderlecht partage (0-0) à domicile contre Berchem, le Lierse est défait (4-1) à Diest et l'Antwerp sur le même score au FC Brugeois.

### Anderlecht lâche prise
La principale surprise des journées suivantes est la mauvaise série du champion en titre. Anderlecht lâche prise avec quatre revers consécutifs. Le Standard en profite pour s'isoler en tête avec l'Antwerp, auteur d'un « 8 sur 8 », comme premier poursuivant. Le Lierse et le « Club Liégeois » sont intercalés avant des Mauves seulement 5e. Le Daring CB signe un 10 sur 10 (dont une victoire 3-1 sur le Standard et 2-0 contre Anderlecht) qui le ramène au 8e rang, avec 26 points. L'Olympic (15) a glissé en dernière position derrière l'Union St-Gilloise (16) qui après un « 6 sur 10 », avec une victoire 1-2 à Anderlecht, veut encore y croire.
| Positions le 11 mai 1963 |                  |       |       |       |     |     |     |          |                   |          |          |          |
| Top 6                    | Top 6            | Top 6 | Top 6 | Top 6 | ... | ... | ... | Bottom 6 | Bottom 6          | Bottom 6 | Bottom 6 | Bottom 6 |
| P                        | Clubs            | J     | P     | V     |     |     |     | P        | Clubs             | J        | P        | V        |
| 1.                       | Standard CL      | 25    | 36    | 16    | X   | ... | X   | 11.      | FC Diest          | 25       | 23       | 9        |
| 2.                       | Antwerp FC       | 25    | 30    | 14    | X   | ... | X   | 12.      | Berchem Sport     | 25       | 21       | 8        |
| 3.                       | FC Liégeois      | 25    | 29    | 13    | X   | ... | X   | 12.      | Beeringen FC      | 25       | 21       | 8        |
| 4.                       | Lierse SK        | 25    | 29    | 13    | X   | ... | X   | 14.      | Beerschot AC      | 25       | 20       | 5        |
| 4.                       | SC Anderlechtois | 25    | 28    | 11    | X   | ... | X   | 15.      | Union St-Gilloise | 25       | 16       | 5        |
| 6.                       | La Gantoise      | 25    | 27    | 12    | X   | ... | X   | 16.      | Olympic Charleroi | 25       | 15       | 5        |

La journée numérotée « 23 » est la 26e effectivement jouée. Les quatre dernières sont celles initialement et logiquement prévues de la 27e à 30e.

### Derniers soubresauts
Le Sporting d'Anderlecht met fin à sa mauvaise passe en allant gagner à Sclessin (0-1). Malgré ce revers, le Standard conserve quatre longueurs de mieux que le « Great Old anversois », victorieux à Berchem (1-2). Liège et le Lierse battus de concert au « Cercle » et à Beringen perdent en même temps leurs dernières illusions de titre. L'Union St-Gilloise gagne (1-0) contre Diest et poursuit son opération sauvetage, mais outre Beringen, le Beerschot a également gagné (0-1 au Daring). Une défaite du rival historique qui fait grincer des dents chez les « Unionistes ». Avec un partage à St-Trond (1-1), l'Olympic réalise un résultat insuffisant vu sa situation précaire.
Après sa déconvenue face aux « Mauves », les « Standardmen » reprennent leur marche en avant et écartent deux clubs de bas de tableau (Berchem 3-0 et Beringen 1-2). Ces deux victoires barrent le chemin du titre à Anderlecht. Par contre, l'Antwerp ne lâche rien (victoire 0-1 au Lierse puis contre Diest 2-0). Dans la « zone rouge », défaite (2-1) à La Gantoise, l'Union St-Gilloise (20, 7v) s'impose contre le Lierse (2-0) et reste à 3 points des premiers sauvés: Diest, Berchem (23, 9v) et Beringen (23, 7v), ces derniers comptant deux victoires de moins. Battu au FC Brugeois (2-1) et donc, à ce moment, bloqué à 16 points, l'Olympic de Charleroi partage avec à La Neuville, avec le Beerschot (1-1). Un résultat anecdotique puisque la relégation du « matricule 246 » est entérinée par la victoire (4-1) de Berchem Sport sur le « Club Brugeois ». Après une période de sept saisons de présence, les Dogues quittent l'élite. Par la suite, ils y reviendront deux fois parmi l'élite mais sans jamais plus parvenir à s'y maintenir.
La 29e journée livre son principal verdict: le Standard va s'imposer (2-4) au Lierse et s'adjuge le titre national, rendant la victoire de l'Antwerp contre le CS Brugeois (2-1) inutile. En bas de grille, l'Union gagne (0-2) à l'Olympic et continue de croire au maintien. Les « Unionistes » (22, 8v) peuvent encore espérer dépasser ou aller « au test-match » contre Beringen (23, 9v), ou forcer un « test-match » contre Diest (24, 9v).
La « mission sauvetage » de l'Union St-Gilloise échoue sur le fil. Les pensionnaires du Parc Duden remportent leur dernière rencontre (4-1, contre le FC Liégeois), mais tant Diest (1-3, au CS Brugeois), que Beringen (4-2, contre le Beerschot) font de même.

## Résultats et classement

### Résultats des rencontres
Avec seize clubs engagés, 240 matches sont au programme de la saison.
| Résultats (▼dom., ►ext.)                                   | AND | ANT | BEE | BSP | BER | CSB | BRU | DAR | DIE | GAN | FCL | LIE | OLY | STA | USG | STT |
| R. SC Anderlechtois                                        |     | 3-1 | 1-1 | 0-0 | 7-0 | 3-1 | 3-1 | 2-1 | 2-0 | 4-2 | 3-1 | 0-1 | 3-1 | 4-2 | 1-2 | 1-2 |
| R. Antwerp FC                                              | 3-1 |     | 1-1 | 1-0 | 4-1 | 2-1 | 1-3 | 2-1 | 2-0 | 5-3 | 5-1 | 0-2 | 4-2 | 0-1 | 4-1 | 2-1 |
| R. Beerschot AC                                            | 1-1 | 1-2 |     | 3-0 | 1-1 | 0-0 | 0-0 | 3-0 | 0-0 | 5-1 | 1-0 | 0-0 | 1-1 | 0-0 | 0-1 | 0-0 |
| R. Berchem Sport                                           | 1-0 | 1-2 | 0-1 |     | 3-1 | 0-2 | 4-1 | 0-2 | 2-1 | 1-1 | 0-1 | 2-0 | 2-3 | 1-0 | 1-0 | 0-1 |
| K. Beringen FC                                             | 0-2 | 3-0 | 4-2 | 5-2 |     | 3-1 | 1-0 | 7-1 | 1-2 | 0-1 | 0-1 | 1-0 | 1-0 | 1-2 | 0-0 | 0-0 |
| R. CS Brugeois                                             | 1-1 | 0-1 | 1-0 | 0-0 | 2-1 |     | 0-2 | 2-1 | 1-3 | 1-2 | 3-0 | 0-1 | 1-0 | 1-1 | 1-0 | 3-1 |
| R. FC Brugeois                                             | 0-0 | 4-1 | 2-0 | 1-0 | 3-1 | 1-3 |     | 0-3 | 1-0 | 5-3 | 0-1 | 2-1 | 2-1 | 0-1 | 1-1 | 1-1 |
| R. Daring CB                                               | 2-0 | 1-2 | 0-1 | 0-0 | 2-0 | 2-1 | 1-1 |     | 1-2 | 1-0 | 3-1 | 3-1 | 3-1 | 3-1 | 2-0 | 1-2 |
| K. FC Diest                                                | 1-3 | 1-1 | 1-0 | 1-2 | 2-0 | 1-1 | 0-1 | 2-2 |     | 1-0 | 0-3 | 4-1 | 3-0 | 0-1 | 3-2 | 0-0 |
| ARA La Gantoise                                            | 1-1 | 1-0 | 3-1 | 0-0 | 4-2 | 3-0 | 1-0 | 1-2 | 4-2 |     | 1-0 | 3-2 | 2-2 | 1-2 | 2-1 | 5-1 |
| R. FC Liégeois                                             | 1-2 | 0-1 | 2-1 | 0-1 | 0-0 | 2-0 | 2-0 | 4-1 | 2-1 | 3-5 |     | 5-0 | 3-0 | 0-1 | 3-0 | 1-0 |
| K. Lierse SK                                               | 2-1 | 0-1 | 0-3 | 1-3 | 2-1 | 6-0 | 2-0 | 2-1 | 3-1 | 2-1 | 2-0 |     | 1-0 | 2-4 | 1-1 | 1-0 |
| R. Olympic CC                                              | 1-2 | 4-1 | 1-1 | 2-0 | 2-0 | 1-0 | 1-0 | 0-2 | 0-1 | 1-2 | 1-2 | 1-1 |     | 1-2 | 0-2 | 0-0 |
| R. Standard CL                                             | 0-1 | 1-2 | 2-0 | 3-0 | 0-0 | 3-0 | 4-0 | 1-0 | 0-0 | 4-0 | 3-1 | 1-0 | 2-0 |     | 5-0 | 1-2 |
| Union St-Gilloise SR                                       | 1-1 | 1-3 | 1-0 | 3-0 | 3-4 | 1-3 | 1-2 | 1-3 | 1-0 | 0-1 | 4-1 | 2-0 | 0-0 | 0-1 |     | 2-2 |
| K. St-Truidense VV                                         | 3-1 | 4-3 | 4-2 | 2-0 | 0-1 | 1-1 | 1-1 | 1-1 | 5-1 | 3-1 | 0-0 | 1-0 | 1-1 | 1-2 | 1-2 |     |
| - Victoire à domicile - Match nul - Victoire à l'extérieur |     |     |     |     |     |     |     |     |     |     |     |     |     |     |     |     |

### Évolution du classement journée par journée

#### Leader journée par journée
La « ligne du temps » ci-dessous renseigne le premier du classement « à la fin des journées effectives » et « ce chronologiquement par rapport au plus grand nombre de parties jouées ». Concrètement cela signifie l'équipe totalisant le plus de points quant au moins une formation a disputé le nombre de journées en question, que ce leader ait ou pas joué ce nombre de matches. Cela essentiellement en cas de remises partielles ou de rencontres décalées.
- En cas d'égalité de points et de victoires, le leader donné est l'équipe ayant la meilleure différence de buts, même si pour rappel ce critère n'est pas pris en compte pour départager les formations en cas de montée ou descente.

### Classement final
| Rang | Équipe                | Pts | J  | G  | N  | P  | Bp | Bc | Diff |
| ---- | --------------------- | --- | -- | -- | -- | -- | -- | -- | ---- |
| 1    | R. STANDARD CL        | 44  | 30 | 20 | 4  | 6  | 51 | 21 | +30  |
| 2    | R. Antwerp FC         | 40  | 30 | 19 | 2  | 9  | 57 | 44 | +13  |
| 3    | R. SC Anderlechtois T | 37  | 30 | 15 | 7  | 8  | 54 | 34 | +20  |
| 4    | ARA La Gantoise       | 34  | 30 | 15 | 4  | 11 | 55 | 52 | +3   |
| 5    | K. St-Truidense VV    | 33  | 30 | 11 | 11 | 8  | 41 | 35 | +6   |
| 6    | R. Daring CB          | 32  | 30 | 14 | 4  | 12 | 46 | 41 | +5   |
| 7    | R. FC Liégeois        | 30  | 30 | 14 | 2  | 14 | 41 | 39 | +2   |
| 8    | R. FC Brugeois        | 30  | 30 | 12 | 6  | 12 | 35 | 39 | -4   |
| 9    | K. Lierse SK          | 29  | 30 | 13 | 3  | 14 | 37 | 42 | -5   |
| 10   | K. FC Diest           | 26  | 30 | 10 | 6  | 14 | 34 | 42 | -8   |
| 11   | R. CS Brugeois        | 26  | 30 | 7  | 12 | 11 | 31 | 43 | -12  |
| 12   | R. Beerschot AC       | 26  | 30 | 7  | 12 | 11 | 30 | 30 | 0    |
| 13   | K. Beringen FC        | 25  | 30 | 10 | 5  | 15 | 40 | 49 | -9   |
| 14   | R. Berchem Sport      | 25  | 30 | 10 | 5  | 15 | 26 | 38 | -12  |
| 15   | Union St-Gilloise SR  | 24  | 30 | 9  | 6  | 15 | 34 | 46 | -12  |
| 16   | R. Olympic CC         | 19  | 30 | 6  | 7  | 17 | 28 | 45 | -17  |

Légende
- Champion de Belgique 1963, qualifié pour la Coupe des clubs champions européens
- Club inscrit en Coupe des villes de foires pour la saison suivante
- Club relégué pour la saison suivante

Abréviations
T : Tenant du titre 1962

 : club promu de Division 2 depuis la saison précédente

### Meilleur buteur
Victor Wégria (R. FC Liégeois), avec 24 buts. Il est le premier joueur à remporter quatre fois cette récompense. Seul Erwin Vandenbergh égalera puis dépassera cette performance en obtenant ce titre à six reprises dans les années 1980.

#### Classement des buteurs
Le tableau ci-dessous reprend les 19 meilleurs buteurs du championnat, soit les joueurs ayant inscrit dix buts ou plus durant la saison.
| #   | Pays | Joueur                 | Club                    | Buts | Matches joués |
| --- | ---- | ---------------------- | ----------------------- | ---- | ------------- |
| 1.  |      | Victor Wégria          | R. FC Liégeois          | 24   | 29            |
| 2.  |      | Cyrille Van Herle      | K. Beringen FC          | 19   | 24            |
| =.  |      | Jef Van Gool           | R. Antwerp FC           | 19   | 29            |
| 4.  |      | Florent Bohez          | R. Antwerp FC           | 18   | 28            |
| 5.  |      | Jacques Stockman       | R. SC Anderlechtois     | 17   | 26            |
| =.  |      | Éric Lambert           | ARA La Gantoise         | 17   | 30            |
| 7.  |      | Urbain Segers          | ARA La Gantoise         | 16   | 29            |
| =.  |      | André Assaka           | R. Daring CB            | 16   | 29            |
| 9.  |      | Étienne Zaman          | R. Beerschot AC         | 15   | 26            |
| 10. |      | Antoine Van Poelvoorde | R. FC Brugeois          | 14   | 28            |
| =.  |      | Paul Van Himst         | R. SC Anderlechtois     | 14   | 30            |
| 12. |      | Théophile Lolinga      | K. Sint-Truidense VV    | 13   | 21            |
| 13. |      | Aloïs Goossens         | K. Lierse SK            | 12   | 30            |
| 14. |      | Lucien Mertens         | Union Saint-Gilloise SR | 11   | 26            |
| =.  |      | Roger Maes             | K. Sint-Truidense VV    | 11   | 30            |
| =.  |      | Jozef Van Camp         | K. FC Diest             | 11   | 30            |
| 17. |      | Roger Claessen         | R. Standard CL          | 10   | 17            |
| =.  |      | Eric Daels             | R. CS Brugeois          | 10   | 26            |
| =.  |      | István Sztáni          | R. Standard CL          | 10   | 27            |

## Parcours européens des clubs belges

### Parcours du R. SC Anderlechtois en Coupe des clubs champions
Le R. SC Anderlechtois réussit un magnifique exploit dès le premier tour, puisque les « Mauves » éliminent le Real Madrid. Après un partage (3-3) à Chamartin, les champions de Belgique s'imposent au Parc Astrid (1-0), grâce à un but de Jef Jurion. À noter que les Madrilènes perdent leur gardien après 27 minutes. C'est Ignacio Zoco qui prend place dans le but.
En huitièmes de finale, Anderlecht élimine les Bulgares du CDNA Sofia avec un nul (2-2) en déplacement puis une victoire (2-0) à domicile. Pour son premier quart de finale européen, le Sporting d'Anderlecht tombe sur un os écossais appelé Dundee FC avec deux défaites à la clé (1-4 et 2-1).

### Parcours de l'Union Saint-Gilloise en Coupe des villes de foires
Au premier tour, l'Union Saint-Gilloise élimine l'Olympique de Marseille. Battus (1-0) au stade Vélodrome grâce à un but d'Étienne Sansonetti, les Saint-Gillois inversent la tendance au Parc Duden (4-2). Notons qu'à cette époque, « l'OM » traverse une passe difficile et qu'en fin de saison, tout comme l'Union, le club phocéen sera relégué en deuxième division.
En huitièmes de finale, les « Jaunes et Bleus » affrontent le Dynamo Zagreb. Défaits (2-1) au stade Maksimir, l'Union gagne le match retour (1-0). Comme à cette époque les buts marqués en déplacement ne sont pas prépondérants, un test-match est nécessaire. Le match d'appui est joué à Linz en Autriche. L'Union mène 0-2 après 25 minutes mais elle se fait rejoindre puis dépasser (3-2). Le Dynamo atteindra la finale qu'il la perdra face à Valence.

## Récapitulatif de la saison
- Champion : R. Standard CL (3e titre)
- Onzième équipe à remporter trois titres de champion de Belgique.
- Huitième titrepour de la province de Liège.

| Région flamande (9)             | Région flamande (9) | Province de Brabant (4)      | Province de Brabant (4) | Région wallonne (3)    | Région wallonne (3) |
| ------------------------------- | ------------------- | ---------------------------- | ----------------------- | ---------------------- | ------------------- |
| Province d'Anvers               | 4                   | Région de Bruxelles-Capitale | 3                       | Province de Hainaut    | 1                   |
| Province de Flandre-Occidentale | 2                   | Province du Brabant flamand  | 1                       | Province de Liège      | 2                   |
| Province de Flandre-Orientale   | 1                   | Province du Brabant wallon   | 0                       | Province de Luxembourg | 0                   |
| Province de Limbourg            | 2                   |                              |                         | Province de Namur      | 0                   |

1. ↑  Au niveau footballistique, la province de Brabant est toujours unitaire malgré sa partition territoriale en 1995.

### Admission et relégation
L'Union Saint-Gilloise et l'Olympic Charleroi sont relégués en Division 2. Ils sont remplacés par le FC Malinois et le FC Turnhout.
Turnhout, dont le dernier bref passage parmi l'élite remonte à la saison 1936-1937, a terminé troisième du championnat de Division 2. Il est cependant promu à la suite du déclassement de Waterschei, le deuxième classé, à la suite d'une tentative de corruption.

### Bilan de la saison
| Championnat de Belgique de football 1962-1963 |                            |
| Champion                                      | R. Standard CL (3e titre)  |
| Dauphin                                       | R. Antwerp FC              |
| Qualifications continentales                  |                            |
| Coupe des clubs champions européens 1963-1964 | R. Standard CL (1er tour)  |
| Coupe des villes de foires 1963-1964          | ARA La Gantoise (1er tour) |
| Coupe des villes de foires 1963-1964          | R. FC Liégeois (1er tour)  |
| Promotions et relégations                     |                            |
| Promus en Division 1                          | K. FC Malinois             |
| Promus en Division 1                          | K. FC Turnhout             |
| Relégués en Division 2                        | Union Saint-Gilloise SR    |
| Relégués en Division 2                        | R. Olympic CC              |